# Wapen van Elsloo
Het wapen van Elsloo bestaat uit de heilige Maria en Jezus met de familiewapens van Van Arberg en Van Born van de voormalige gemeente Elsloo. De beschrijving luidt:
"In sinopel, bezaaid met elzetakjes, de H.Maagd Maria, in natuurlijke kleur, met kroon en nimbus van goud en gekleed van zilver, op den rechterarm dragende het kind Jezus, in een kleed van zilver, met een nimbus van goud; in hare linkerhand een scepter van goud, en vasthoudende aan een koord van keel twee schuinsgeplaatste schildjes, zijnde dat ter rechterzijde van keel beladen met drie kepers van goud, en dat ter linkerzijde van keel met een paal van goud, beladen met drie kepers van sabel."
Niet vermeld in de beschrijving, maar wel aanwezig op de registertekening van de Hoge Raad van Adel is de rijksappel die Maria vast houdt. Opmerkelijk is dat op de registertekening, de elzetakjes niet bezaaid staan. Bezaaid betekent in heraldische termen dat sommige stukken half uit de schildrand tevoorschijn komen, waardoor er geen aantal op te geven is. Daarnaast blijken de rode koorden op de tekening linten.

## Geschiedenis
Oorspronkelijk was de heilige Augustinus beschermheilige van Elsloo, maar hij moet spoedig zijn vervangen voor Maria en Jezus. Maria staat op de oudst bekende zegel van de schepenbank van Elsloo, afkomstig uit het jaar 1521. Op het zegel draagt zij twee schildjes met de familiewapens van Gavre en van Elsloo, evenals op het tweede zegel dat bekend is, uit 1554. Het schildje van de familie van Elsloo, toont het geruite schild zoals op het wapen van Stein. De heerlijkheden Elsloo en Stein, waren bezit van het geslacht van Steyn. Begin 18e eeuw krijgt de schepenbank een nieuw zegel met daarop de schildjes zoals zij ook op het gemeentewapen staan. De schildjes zijn de familiewapens van Van Arberg en Van Born, voormalige heren van Elsloo. De takjes maken het schild deels een sprekend wapen, omdat de naam Elsloo ten onrechte werd verklaard als Elzenbos. Op 21 november 1888 werd het wapen verleend aan de gemeente. De gemeente heeft tot 1982 bestaan en is opgegaan in de huidige gemeente Stein. Er werden geen elementen van Elsloo opgenomen in het wapen van Stein, dat als wijziging een toegevoegde kroon kreeg.

## Afbeeldingen

Wapen van Van Arberg
Elsloo uit het Wapenboek Beyeren